# 青龍 (後趙)
青龙（350年正月-闰二月）是十六国时期后赵政权第六任君主石鑒的年号，共计三個月。
后赵將領石閔發動政變推翻石鑒，建立冉魏，改元永兴元年。后赵新兴王石祗听说石鉴被冉闵杀死，于是自立，350年三月改元永宁。

## 纪年
| 青龙 | 元年  |
| ---- | ----- |
| 公元 | 350年 |
| 干支 | 庚戌  |

## 参看
- 中国年号索引
- 其他时期使用的青龍年号
- 同期存在的其他政权年号
  - 永和（345年-356年）：东晋皇帝晉穆帝司馬聃的年号
  - 建兴：前凉政权年号
  - 建国（338年十一月-376年）：代政权拓跋什翼犍年号
  - 永兴（350年閏二月—352年四月）：冉魏政权冉闵年号